# Condannatemi se vi riesce!
Condannatemi se vi riesce! (Roxie Hart) è un film del 1942 diretto da William A. Wellman.
Il personaggio di Roxanne "Roxie" Hart appare in diversi spettacoli che raccontano la storia della showgirl accusata di omicidio. Oltre alle versioni teatrali, nel 1927 Roxie è interpretata sullo schermo da Phyllis Haver nella prima versione di Chicago e, nel 2002, da Renée Zellweger in un altro Chicago a fianco di Catherine Zeta-Jones).
Le scene danzate sono state coreografate da Hermes Pan.

## Produzione
Il film fu prodotto dalla Twentieth Century Fox Film Corporation.
Le riprese durarono dall'ottobre 1941 al 2 gennaio 1942.

## Distribuzione
Distribuito dalla Twentieth Century Fox Film Corporation, il film uscì nelle sale cinematografiche statunitensi presentato in prima a New York il 20 febbraio 1942.